# 艾倫代爾鎮區 (北達科他州大福克斯縣)
艾倫代爾鎮區（英語：Allendale Township）是位於美國北達科他州大福克斯縣的一個鎮區。

## 地方資料
艾倫代爾鎮區的面積為93.23平方千米，當中陸地面積為93.13平方千米，而水域面積為0.10平方千米。根據2020年美國人口普查的數據，當地共有人口538人，而人口密度為每平方千米5.77人。